# Kadıköy
Kadıköy, antigamente chamada Calcedónia ou Chalkedon, é um vasto distrito cosmopolita e comercial na parte asiática da cidade de Istambul, na Turquia, com uma população de 533 452 habitantes (2008), ainda que recentemente tenha sido publicado um estudo menciona uma população de 700 000 habitantes, sendo o distrito mais populoso da cidade de Istambul.

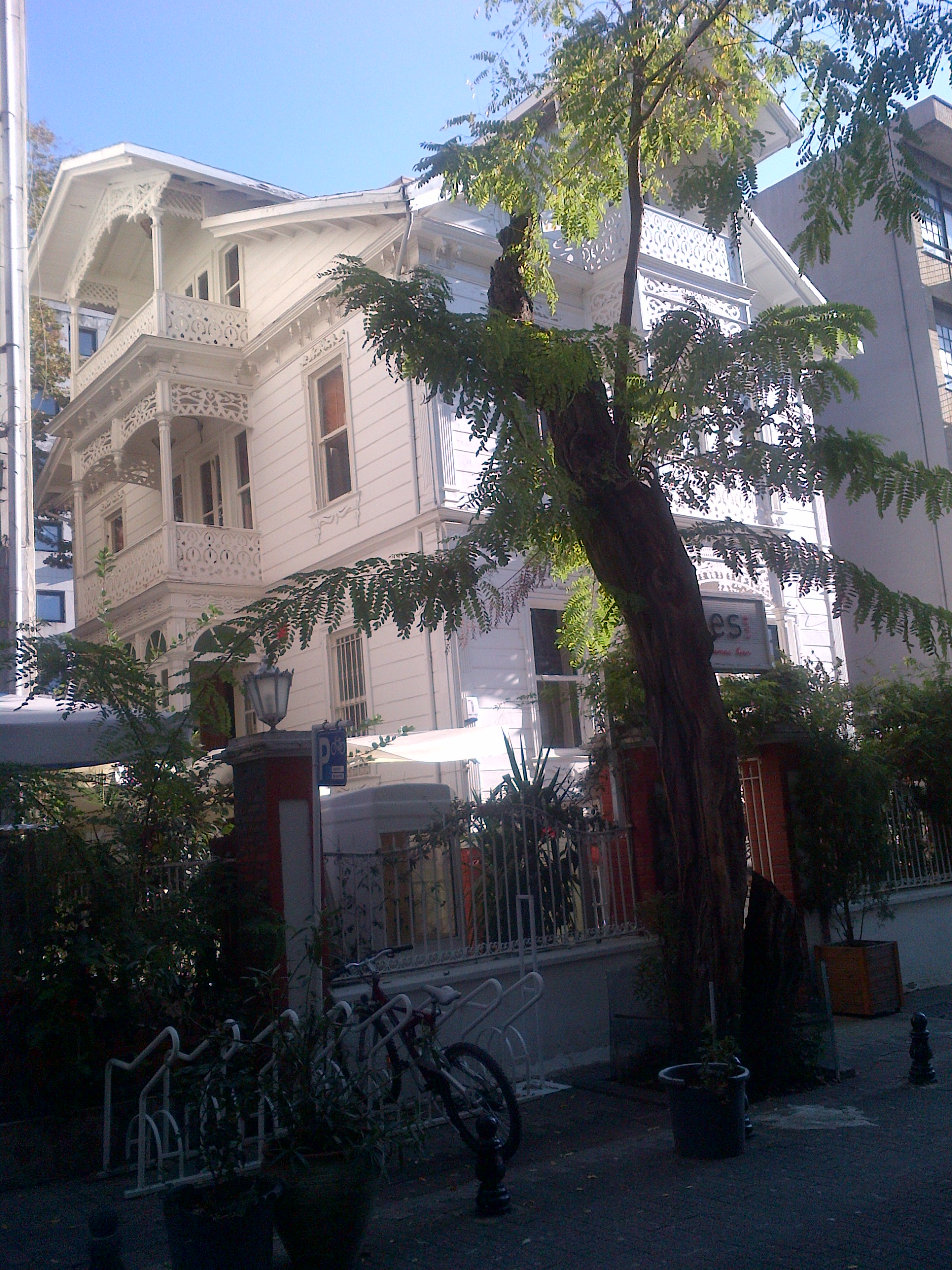
Um velho "Konak" (casa grande), de madeira, no bairro de Bahariye em Kadıköy.